# Milko
Milko  è un nome proprio di persona italiano maschile.

## Varianti
- Maschili: Milco[2]
- Femminili: Milka[1], Milca[1]

### Varianti in altre lingue
- Bulgaro: Милко (Milko)[3]
  - Femminili: Милка (Milka)[3]

## Origine e diffusione
Si tratta di un ipocoristico di vari nomi slavi, come Miloslav e Milorad, che cominciano con l'elemento milu, che significa "caro", "buono", "misericordioso", "clemente". Analoga origine hanno i nomi Mila, Milan e Milena.
Il nome è presente, anche se con scarsa diffusione, anche in Italia nord-orientale, con maggiore frequenza nelle zone bilingui del Friuli-Venezia Giulia, in Veneto e in Emilia-Romagna, ma si è diffuso anche altrove come moda esotica, anche passando erroneamente come una forma alterata di Mirko.

## Onomastico
Si tratta di un nome adespota, ossia privo di santo patrono; l'onomastico si può festeggiare eventualmente il 1º novembre, in occasione di Ognissanti.

## Persone

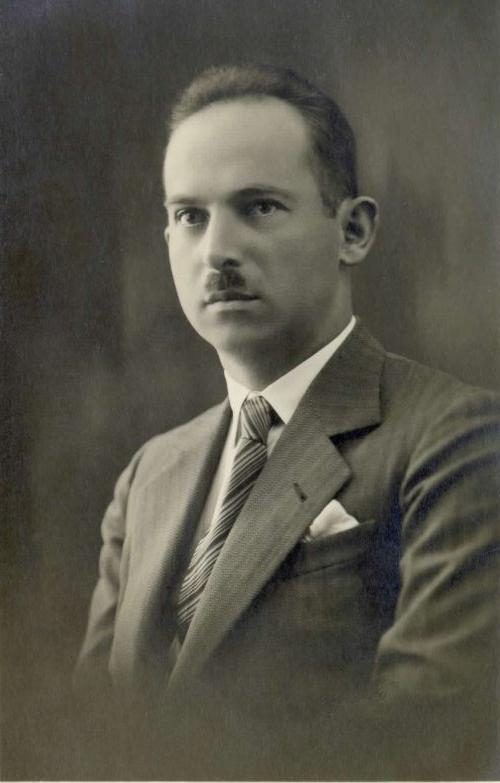
Milko Kos

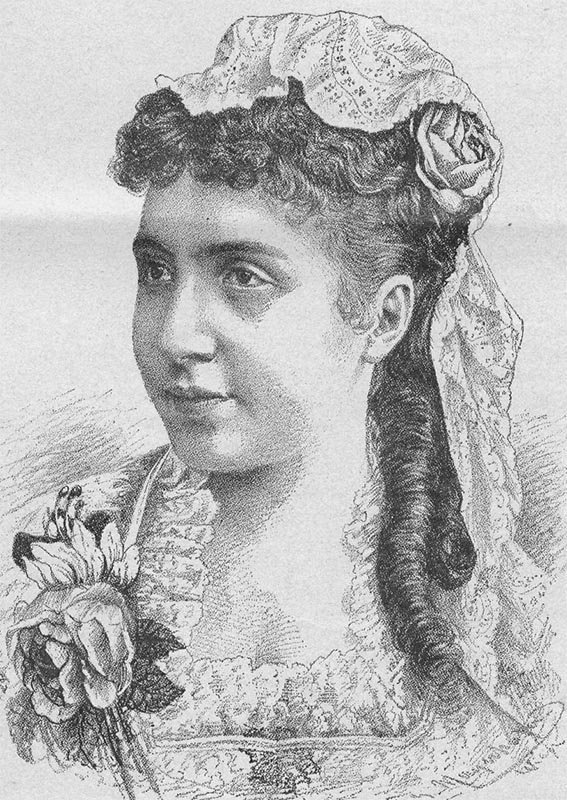
Milka Ternina

- Milko Bizjak, compositore, musicologo e didatta sloveno
- Milko Campus, atleta italiano
- Milko Ǵurovski, calciatore e allenatore di calcio macedone
- Milko Kos, storico sloveno
- Milko Skofic, produttore cinematografico e attore sloveno

### Variante femminile Milka
- Milka Bjelica, cestista montenegrina
- Milka Chulina, modella venezuelana
- Milka Duno, pilota automobilistica venezuelana
- Milka Planinc, politica croata
- Milka Ternina, soprano croato